# Estasol
El disolvente oxigenado Estasol es una mezcla de tres ésteres dibásicos: succinato de dimetilo (CAS 106-65-0), adipato de dimetilo (CAS 627-93-0) y glutarato de dimetilo (CAS 1119-40-0). Es un disolvente polar, biodegradable, que presenta baja toxicidad. A temperatura ambiente se presenta como un líquido de color claro, con un suave olor, baja presión de vapor, poca miscibilidad con el agua y alta miscibilidad con muchos disolventes orgánicos. Debido a sus propiedades, el Estasol puede ser una buena alternativa a los disolventes convencionales emisores de COVs. 
Su fórmula química es CH3CO2(CH2)nCH3, donde n= 2,3 y 4.

## Síntesis
La síntesis de Estasol se lleva a cabo mediante la reacción, en condiciones ácidas, de una mezcla de ácido adípico, ácido glutárico y ácido succínico, con metanol, seguido de una destilación para obtener la mezcla de ésteres.
El porcentaje en peso en el que se encuentran cada uno de los ésteres en la mezcla es aproximadamente este: Succinato de dimetilo 15-25%, glutarato de dimetilo 55-65%, adipato de dimetilo 12-23%.

## Aplicaciones
Este disolvente puede usarse en revestimientos, como aglutinante para núcleos de fundición, para acabados de madera, en tintas de imprenta, lacas acrílicas, lubricantes textiles, en la síntesis de poliéster y cebadores epoxi, en formulaciones de pesticidas, insecticidas, ceras y decapantes. Además se puede utilizar en varias aplicaciones de limpieza, incluyendo el desengrasado de metales, la limpieza de la resina GRP (plástico reforzado con fibra de vidrio), limpieza de manos y de grafitis. 

### Estasol comodisolvente sostenible
Las ventajas del Estasol que le hacen ser un importante candidato para sustituir a los disolventes convencionales son, su baja peligrosidad y toxicidad, su biodegradabilidad, su alto punto de ebullición y sus buenas características como disolvente. Entre  los disolventes que puede sustituir se encuentran: isoforona (CAS 78-59-1), éteres de glicol, acetato de éteres glicólicos, cetonas con alto punto de ebullición, diclorometano (CAS 75-09-2),  butil diglicol (CAS 112-34-5), ácido cresílico (CAS 1319-77-3), acetona y ciclohexanona.
El Estasol presenta unas propiedades disolventes similares a la isoforona, diacetona alcohol (CAS 123-42-2), acetato de etilglicol (CAS 111-15-9). Normalmente se mezcla con otros disolventes para mejorar las propiedades de estos y convertirlos en disolventes más seguros para el medio ambiente. Es totalmente miscible con alcoholes, éteres de glicol, hidrocarburos, ésteres, glicoles, cetonas y disolventes halogenados. En cuanto a la solubilidad en el agua, el Estasol en principio no es muy soluble, aunque añadiendo agentes surfactantes, puede llegar a ser miscible.
Otra propiedad a tener en cuenta es la viscosidad. El Estasol puede ser añadido en la síntesis de pinturas de resina para reducir la viscosidad del producto, ya que muchas resinas son solubles en Estasol, como por ejemplo, resinas epoxi, acrílicas, alquídicas, fenólicas, fenoxi, celulósicas, polivinílicas, de poliéster  y de estireno.

## Riesgos
Salud: El contacto de Estasol con los ojos puede provocar irritación. El prolongado contacto con la piel no causa graves daños, solamente puede provocar una cierta irritación. La inhalación de los vapores puede provocar irritación de nariz y garganta. No es mutagénico.
Medio ambiente: Al tener una baja presión de vapor, no emiten COVs. No son persistentes, ya que son biodegradables, por lo que no se acumulan en la cadena alimentaria. Toxicidad ligera o moderada para peces y otros organismos acuáticos.
Peligros físicos: Es estable en las condiciones de almacenamiento y uso habituales, pero pueden descomponer a elevadas temperaturas. Se debe evitar el contacto con materiales oxidantes.

## Compuestos relacionados
El ESTASOL MD10 (CAS 110-42-9) es un metil éster de una cadena media de ácido graso, concretamente del ácido cáprico o ácido decanoico. Este compuesto también se conoce con el nombre de metil caprato o metil decanoato. 
Fórmula semidesarrollada  CH3OCO(CH2)8CH3.

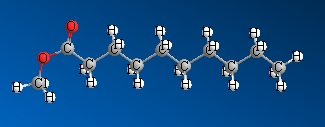
Estasol MD10

Puede reemplazar a los ésteres dibásicos en una gran cantidad de aplicaciones, es más barato y la disponibilidad es mayor. Presenta buenas propiedades disolventes y es totalmente soluble en etanol y éter. Los disolventes que puede sustituir son isoparafinas, glicoles, glicol éteres, cetonas, compuestos aromáticos y White spirit (gasolina blanca).
Las aplicaciones que tiene este disolvente son en: recubrimientos, lubricantes, emulsionantes, limpieza de manos, limpieza de grafitis, decapantes, plastificantes, agentes humectantes y como intermedio para detergentes.